# José Carlos de Pereira Carvalho
José Carlos de Pereira Carvalho (* 2. Januar 1933 in Vermoim; † 1. November 2004 in Pousada de Saramagos) war ein portugiesischer Radrennfahrer und nationaler Meister im Radsport.

## Sportliche Laufbahn
Carvalho (auch José Carvalho) war im Straßenradsport aktiv. 1953 siegte er in der nationalen Meisterschaft im Straßenrennen der Amateure. Von 1953 bis 1966 war er Berufsfahrer im Radsportteam Futebol Clube do Porto. 1959 gewann er die Portugal-Rundfahrt, 1958 war er Dritter geworden. Das Eintagesrennen Porto–Lisboa entschied er 1958 für sich. Etappensiege in der Portugal-Rundfahrt holte Carvalho 1957, 1958 und 1959. Die Bergwertung in diesem Etappenrennen gewann er 1955, 1958, 1960 und 1961.